# Trofeo Laigueglia 1964
Il Trofeo Laigueglia 1964, prima storica edizione della corsa, si svolse il 23 febbraio 1964, su un percorso di 138,1 km. La vittoria fu appannaggio dell'italiano Guido Neri, che completò il percorso in 3h57'44", precedendo i connazionali Antonio Bailetti e Vincenzo Meco. 
I corridori che presero il via da Laigueglia furono 57, mentre coloro che portarono a termine il percorso sul medesimo traguardo furono 29.

## Ordine d'arrivo (Top 10)
| Pos. | Corridore        | Squadra         | Tempo    |
| ---- | ---------------- | --------------- | -------- |
| 1    | Guido Neri       | Molteni         | 3h57'44" |
| 2    | Antonio Bailetti | Carpano         | a 20"    |
| 3    | Vincenzo Meco    | Cite            | a 41"    |
| 4    | Guido Carlesi    | Gazzola         | a 54"    |
| 5    | Mario Minieri    | Salvarani       | s.t.     |
| 6    | Franco Cribiori  | Gazzola         | s.t.     |
| 7    | Vittorio Adorni  | Salvarani       | s.t.     |
| 8    | Italo Zilioli    | Carpano         | s.t.     |
| 9    | Silvano Ciampi   | Springoil-Fuchs | s.t.     |
| 10   | Carlo Azzini     | Carpano         | s.t.     |